# ミレニアム・メディア
Millennium Media（旧Nu Image）は、1992年にアヴィ・ラーナー、Trevor Short、Danny Dimbort、Danny Lernerの4人によって設立されたアメリカの映画スタジオで、ハリウッドで最も長い歴史を持つ独立系映画会社の一つである 。ミレニアムは、世界中で映画の企画、製作、資金調達、販売を行っている。同社はアクション映画を製作しており、そのほとんどが主に南アフリカやブルガリア（2005年にNu Boyana Film Studiosを買収）などで主に撮影されている。

## 歴史

### Nu Metro Entertainment
1980年代半ば、キャノン・グループは、ジンバブエや南アフリカなどの安価なロケーションと労働力を利用して、アフリカへの事業拡大を開始した。アヴィ・ラーナーは、ヨハネスブルグに映画制作会社Nu Metro Entertainmentを設立し、アフリカでの制作需要に対応した。この間、ラーナーは、キャノン・グループの『American Ninja 3: Blood Hunt』や『River of Death』、ハリー・アラン・タワーズ社の『Howling IV: The Original Nightmare』など、多くの映画を製作した。1988年に反アパルトヘイト勢力からの圧力を受けてアフリカでの事業を閉鎖した後、ラーナーは、弟のダニー・ラーナーやキャノンの社員であるトレヴァー・ショート、ダニー・ディンボート、ボアズ・デヴィッドソンらとともに、オリジナルの低予算映画を製作する新会社「Nu Image」を設立した。

### Nu Image
1992年以降、Nu Imageはアクション映画を中心に年に何本もの映画を製作するようになった。最初の作品は1993年の『Terminator Woman』である。製作された映画の多くはオリジナルビデオとしてビデオスルーされたが、『シャークアタック』のようにテレビで放映された作品もある。デビッド・ブラッドリー、マイケル・ダディコフ、サム・ファーステンバーグ、ビリー・ドラゴなど、キャノン・グループのスター俳優、脚本家、監督の多くがNu Image社の作品に出演した。また、Bryan Genesseやジョー・ララなど、新世代のアクションタレントも誕生している。
しかし、シルヴェスター・スタローンの『クリフハンガー』の成功に乗じて製作された、エリック・ロバーツ、ジェフ・フェイヒー、パメラ・ギドリー主演の『フリーフォール』などのモックバスターでメインストリームに進出しようとしたが、大きなインパクトを与えることはできなかった。『Freefall』は、結局、オリジナルビデオ作品になった。
90年代後半に公開された『アナコンダ』や『ディープ・ブルー』などのクリーチャー映画の成功を受けて、Nu Imageは、このようなトレンドを利用した低予算のフランチャイズ作品を数多く製作した。トビー・フーパー監督の『レプティリア』、『シャークアタック』、『スパイダーズ』、『キラーラット』、『オクトパス』、『レイジングシャーク』などがあり、1999年から2005年にかけて様々な続編が製作された。このような作品は、批評的には成功しなかったものの、テレビや家庭用メディアでは大成功を収めた。

### ミレニアム・フィルムズ＆ミレニアム・エンターテインメント
2000年代半ば以降、Nu Imageは徐々に作品製作数を減らし始め、その子会社であるMillennium Filmsが従来よりも多額の資金を投じて映画作品をリリースし、姉妹会社のMillennium Entertainmentが作品を製作するようになった。2005年には、ブルガリアのNu Boyana Film Studiosを買収した。新しい名前を冠した最初の作品の一つは、ニコラス・ケイジ主演のリメイク版『ウィッカーマン』である。この作品は決定的で商業的な失敗となった 。その後も、『デイ・オブ・ザ・デッド』や『ランボー/最後の戦場』など、有名な作品の続編やリメイクに力を注ぎ続けた。『ランボー/最後の戦場』が商業的に成功した後 、ミレニアム・フィルムズはライオンズゲートと複数年契約を結び、いくつかの大作映画を製作したが、その最初の作品は『コナン・ザ・バーバリアン』であった。この契約は何年にもわたって延長され、興行的に成功した作品（『メカニック』）や、興行的に失敗した作品（『ザ・ヘラクレス』 ）を生み出していくことになる。また、ジェラルド・バトラーが主演した『エンド・オブ・ホワイトハウス』も注目すべき成功作品である。この映画は当初、『ホワイトハウス・ダウン』のモックバスターとして製作されたが、結果的には『ホワイトハウス・ダウン』よりも先に公開され、より高い収益を上げ、現在までに2つの続編が製作されることとなった。
ミレニアム・エンターテインメントは、2014年8月に売却された。同社のライブラリと配給網は、現経営陣とVirgo  Investment Groupで構成されるコンソーシアムに売却されていた。新オーナーは2015年1月に会社名をAlchemyに変更し、最終的に、アヴィ・ラーナーの支配下に残っていたかつての姉妹会社であるMillennium Filmsとの関係を断ち切った。Alchemyは、2016年6月30日に連邦倒産法第7章を申請した。

### ミレニアム・メディア
2017年、中国の投資会社であるThe Recon Groupとの間で、Millennium Filmsの株式の過半数を購入する契約が結ばれた。取引が成立し、2,000万ドルの頭金が確保されたが、その後、中国政府が海外事業への投資を締め付けたため、この契約は2017年8月にオフになったことが発表された。翌年、同社はMillennium Mediaにブランド名を変更した。

## 代表的な作品
- バックラッシュ（1996）
- サイボーグコップ（1993-1996）
- Deadly Outbreak（1996）
- Top of the World（1997）
- Bridge of Dragons（1999）
- シャークアタック（1999–2004）
- U.S. Seals II: The Ultimate Force（2001）
- ドルフ・ラングレン in ディテンション
- Raging Sharks（2005）
- Undisputed II：Last Man Standing （2006）およびUndisputed III：Redemption （2010）
- ブラック・ダリア（2006）
- 16ブロック（2006）
- ウィッカーマン（2006）
- 88ミニッツ（2007）
- デイ・オブ・ザ・デッド（2008）とDay of the Dead: Bloodline（2018）
- ランボー/最後の戦場（2008）
- The Prince and Me 3：A Royal Honeymoon （2008）と The Prince and Me：The Elephant Adventure （2010）
- Ninjaシリーズ（2009-2013）
- Direct Contact（2009）
- エクスペンダブルズ（2010）
- ドライブ・アングリー3D（2011）
- メカニック（2011）
- コナン・ザ・バーバリアン（2011）
- エクスペンダブルズ2 （2012）
- エンド・オブ・ホワイトハウス（2013）
- ザ・ヘラクレス（2014）
- エクスペンダブルズ3 ワールドミッション （2014）
- サバイバー（2015）
- エンド・オブ・キングダム（2016）
- クリミナル 2人の記憶を持つ男（2016）
- メカニック：ワールドミッション（2016）
- セキュリティ（2017）
- ヒットマンズ・ボディガード（2017）
- レザーフェイス-悪魔のいけにえ（2017）
- ハンターキラー 潜航せよ（2018）
- ヘルボーイ（2019）
- エンド・オブ・ステイツ（2019）
- ランボー ラスト・ブラッド（2019）
- Kill Chain（2019）
- アウトポスト（2020） [30]
- テスラ エジソンが恐れた天才（2020）
- ヒットマンズ・ワイフズ・ボディガード（2021）
- ブラックバード 家族が家族であるうちに[31] [32] （2020）
- ザ・プロトジェ[33] [34] （2021）
- ティル・デス[35] [36] [37] （2021）
- JOLT/ジョルト Jolt[38] （2021）
- ブリックレイヤー（2023）